# یواس‌اس گیلسپای (دی‌دی-۶۰۹)
یواس‌اس گیلسپای (دی‌دی-۶۰۹) (به انگلیسی: USS Gillespie (DD-609)) یک کشتی بود که طول آن ۳۴۸ فوت ۴ اینچ (۱۰۶٫۱۷ متر) بود. این کشتی در سال ۱۹۴۲ ساخته شد.